# Жервеов кљунасти кит
Жервеов кљунасти кит или антилски кљунасти кит (лат. Mesoplodon europaeus, енгл. Gervais' beaked whale, Antillian beaked whale, рус. Антильский ремнезуб) је врста из породице кљунастих китова (Ziphiidae) и парвореда китова зубана (Odontoceti).

## Распрострањење
Врста има станиште у Бахамским острвима, Бразилу, Гвинеји Бисао, Зеленортским острвима, Ирској, Јамајци, Куби, Мауританији, Сједињеним Америчким Државама, Тринидаду и Тобагу, Уједињеном Краљевству, Француској и Шпанији.
Врста је повремено присутна, или је миграторна врста у Италији.
ФАО рибарска подручја (енгл. FAO marine fishing areas) на којима је ова врста присутна су у северозападном Атлантику и западном централном Атлантику.

## Станиште
Станиште врсте су морски екосистеми.

## Угроженост
Подаци о распрострањености ове врсте су недовољни.

### Популациони тренд
Популациони тренд је за ову врсту непознат.